# Liste der Stolpersteine im Kölner Stadtteil Ehrenfeld
Die Liste der Stolpersteine im Kölner Stadtteil Ehrenfeld führt die vom Künstler Gunter Demnig verlegten Stolpersteine im Kölner Stadtteil Ehrenfeld auf.
Die Liste der Stolpersteine beruht auf den Daten und Recherchen des NS-Dokumentationszentrums der Stadt Köln, zum Teil ergänzt um Informationen und Anmerkungen aus Wikipedia-Artikeln und externen Quellen. Ziel des Kunstprojektes ist es, biografische Details zu den Personen, die ihren (letzten) freiwillig gewählten Wohnsitz in Köln hatten, zu dokumentieren, um damit ihr Andenken zu bewahren.
Anmerkung: Vielfach ist es jedoch nicht mehr möglich, eine lückenlose Darstellung ihres Lebens und ihres Leidensweges nachzuvollziehen. Insbesondere die Umstände ihres Todes können vielfach nicht mehr recherchiert werden. Offizielle Todesfallanzeigen aus den Ghettos, Haft-, Krankenanstalten sowie den Konzentrationslagern können oft Angaben enthalten, die die wahren Umstände des Todes verschleiern, werden aber unter der Beachtung dieses Umstandes mitdokumentiert.
Die Koordinaten können im Einzelfall abweichend sein.
| Bild                                                       | Name sowie Details zur Inschrift | Adresse | Zusätzliche Informationen |  |
| ---------------------------------------------------------- | --- | --- | --- |  |
| Stolperstein für Grigorie Baisonasch (Geisselstr. 92)      | Hier wohnte Grigorie Baisonasch (Jahrgang 1919) Ermordet 19. Dezember 1944 von Gestapo                                                                                                | Geisselstr. 92 (Standort) | Der Stolperstein erinnert an Grigorie Baisonasch, geboren am 29. Dezember 1919 in Dubno, Ukraine. Der Zwangsarbeiter Grigorie Baisonasch wohnte im Hinterhaus der Geisselstraße 92 und arbeitete dort in der Autogarage Paul Alard. Am 4. Oktober 1944 wurde er im Rahmen der Gestapo-Razzia nach dem Mord an dem NSDAP-Ortsgruppenleiter Heinrich Soentgen verhaftet, da ihm Verbindungen zur Ehrenfelder Gruppe nachgewiesen werden konnten. Er wurde vom 4. Oktober bis zum 28. Oktober 1944 in der Abtei Brauweiler inhaftiert und anschließend in das EL-DE-Haus nach Köln verlegt. Am 19. Dezember 1944 wurde er von der Kölner Gestapo im Innenhof des EL-DE-Haus ermordet. Das Haus Geißelstraße 92 existiert heute nicht mehr, und es ist kein begehbarer Bürgersteig vorhanden, so dass der Stolperstein am Ende der Straße (Richtung Melaten-Friedhof) verlegt wurde. |  |
| Stolperstein für Emma Bastin (Wahlenstr. 37)               | Hier wohnte Emma Bastin, geb. Salm (Jahrgang 1877) Deportiert Theresienstadt Tot 7. August 1944                                                                                       | Wahlenstr. 37 (Standort) | Der Stolperstein erinnert an Emma Bastin (geb. Salm), geboren am 16. Mai 1870 in Erpel. Emma Bastin, eine Katholikin jüdischer Abstammung war mit einem „Nichtjuden“ verheiratet. Eine ursprünglich für den 24. August 1942 verfügte Deportation wurde mit Schreiben der Bezirksstelle Rheinland der Reichsvereinigung der Juden in Deutschland am 22. August 1942 aufgehoben. Ihre Bemühungen ihre Zwangsmitgliedschaft in der Reichsvereinigung der Juden in Deutschland aufheben zu lassen wurden am 6. Mai 1943 abgelehnt. Emma Bastin wurde am 1. August 1943 mit dem Transport III/9 in das Ghetto Theresienstadt deportiert. In der Transportliste wurde Emma Bastin als „verwitwet“ eingetragen. Emma Bastin starb am 7. August 1944 im KZ Theresienstadt. Nach neueren Informationen, welche zum Zeitpunkt der Stolpersteinverlegung nicht bekannt waren, wurde Emma Bastin im Jahr 1870 geboren. |  |
| Stolperstein für Johanna Bastin (Wahlenstr. 37)            | Hier wohnte Johanna Bastin (Jahrgang 1898) Deportiert ??? | Wahlenstr. 37 (Standort) | Der Stolperstein erinnert an Johanna Bastin, geboren am 23. Januar 1898 in Ostende. |  |
| Stolperstein für Gustav Bermel (Melatengürtel 86)          | Hier wohnte Gustav Bermel (Jahrgang 1927) Gestapohaft Gehenkt 10. November 1944 17 Jahre alt                                                                                          | Melatengürtel 86 (Standort) | Der Stolperstein erinnert an Gustav Bermel, geboren am 11. August 1927 in Köln. Gustav Bermel wurde zum Reichsarbeitsdienst einberufen und zu Schanzarbeiten am Westwall eingesetzt. Von dort floh er nach Hause und schloss sich der Ehrenfelder Gruppe an. Am 4. Oktober 1944 wurde er verhaftet. Am 10. November 1944 wurden 13 Angehörige der Ehrenfelder Gruppe in der Hüttenstraße in Ehrenfeld ohne Gerichtsurteil von der Gestapo gehängt. Die hingerichteten jungen Männer wurden nach jahrelangem Streit als Opfer des Nationalsozialismus rehabilitiert und 1986 mit einer Erinnerungstafel geehrt. |  |
| Stolperstein für Luise Bogen (Pellenzstr. 42-44)           | Hier wohnte Luise Bogen geb. Hertz, (Jahrgang 1909) Flucht 1938 Holland interniert Westerbork deportiert 1944 Theresienstadt Auschwitz ermordet 6.10.1944                             | Pellenzstraße 42–44 (Standort) | Luise Bogen wurde am 26. April 1909 in Keyenberg bei Erkelenz in eine deutsch-niederländische Kaufmannsfamilie hineingeboren. Ihr Vater Hermann Hertz stammte aus dem holländischen Beek, ihre Mutter Josefina, geborene Liffmann, kam aus Beckrath, einem kleinen Dorf bei Mönchengladbach. Am 26. Juni 1931 heiratete sie den Kölner Kaufmann Samuel Bogen (geboren am 18. April 1905) und im Jahr darauf, am 1. Mai 1932, wurde die gemeinsame Tochter Ruth geboren. 1937 zog die Familie aus der Dasselstraße 79, in der sie mehrere Jahre gelebt hatte, in die Schützenstraße 42 bis 44, die heutige Pellenzstraße. Am 13. November 1938 flohen Samuel und Luise Bogen mit ihrer Tochter nach Beek, wo Verwandte von Luise Bogen lebten. Am 20. März 1940 zog die Familie in das „Zentrale Flüchtlingslager Westerbork“, ein Auffanglager für geflüchtete Jüdinnen und Juden aus Deutschland und Österreich, das nach dem Einmarsch der deutschen Wehrmacht in das „Durchgangslager Westerbork“. Vier Jahre verbrachten Samuel, Luise und Ruth Bogen in dem Lager, das am 1. Juli 1942 wurde das Lager offiziell in ein „polizeiliches Judendurchgangslager“ umgewandelt. Wenig später begannen unter Aufsicht der SS von dort aus die Deportationen der jüdischen Bevölkerung in die Vernichtungslager Auschwitz-Birkenau und Sobibor. Die Familie Bogen wurde am 4. September 1944 in das Ghetto Theresienstadt deportiert.Am 29. September wurde zuerst Samuel Bogen nach Auschwitz-Birkenau verschleppt. Luise und Ruth Boden folgten ihm am 4. Oktober und wurden zwei Tage später – vermutlich sofort nach ihrer Ankunft – in dem Todeslager ermordet. Samuel Bogen starb am 28. März 1945 in Melk, einem Außenlager des KZ Mauthausen, in das man ihn am 25. Januar deportiert hatte, nur zwei Tage vor der Befreiung von Auschwitz durch die Rote Armee. |  |
| Stolperstein für Ruth Bogen (Pellenzstr. 42-44)            | Hier wohnte Ruth Bogen (Jahrgang 1932) Flucht 1938 Holland interniert Westerbork deportiert 1944 Theresienstadt Auschwitz ermordet 6.10.1944                                          | Pellenzstraße 42–44 (Standort) | Luise Bogen wurde am 26. April 1909 in Keyenberg bei Erkelenz in eine deutsch-niederländische Kaufmannsfamilie hineingeboren. Ihr Vater Hermann Hertz stammte aus dem holländischen Beek, ihre Mutter Josefina, geborene Liffmann, kam aus Beckrath, einem kleinen Dorf bei Mönchengladbach. Am 26. Juni 1931 heiratete sie den Kölner Kaufmann Samuel Bogen (geboren am 18. April 1905) und im Jahr darauf, am 1. Mai 1932, wurde die gemeinsame Tochter Ruth geboren. 1937 zog die Familie aus der Dasselstraße 79, in der sie mehrere Jahre gelebt hatte, in die Schützenstraße 42 bis 44, die heutige Pellenzstraße. Am 13. November 1938 flohen Samuel und Luise Bogen mit ihrer Tochter nach Beek, wo Verwandte von Luise Bogen lebten. Am 20. März 1940 zog die Familie in das „Zentrale Flüchtlingslager Westerbork“, ein Auffanglager für geflüchtete Jüdinnen und Juden aus Deutschland und Österreich, das nach dem Einmarsch der deutschen Wehrmacht in das „Durchgangslager Westerbork“. Vier Jahre verbrachten Samuel, Luise und Ruth Bogen in dem Lager, das am 1. Juli 1942 wurde das Lager offiziell in ein „polizeiliches Judendurchgangslager“ umgewandelt. Wenig später begannen unter Aufsicht der SS von dort aus die Deportationen der jüdischen Bevölkerung in die Vernichtungslager Auschwitz-Birkenau und Sobibor. Die Familie Bogen wurde am 4. September 1944 in das Ghetto Theresienstadt deportiert.Am 29. September wurde zuerst Samuel Bogen nach Auschwitz-Birkenau verschleppt. Luise und Ruth Boden folgten ihm am 4. Oktober und wurden zwei Tage später – vermutlich sofort nach ihrer Ankunft – in dem Todeslager ermordet. Samuel Bogen starb am 28. März 1945 in Melk, einem Außenlager des KZ Mauthausen, in das man ihn am 25. Januar deportiert hatte, nur zwei Tage vor der Befreiung von Auschwitz durch die Rote Armee. |  |
| Stolperstein für Samuel Bogen (Pellenzstr. 42-44)          | Hier wohnte Samuel Bogen (Jahrgang 1905) Flucht 1938 Holland interniert Westerbork deportiert 1944 Theresienstadt Auschwitz 1945 KZ Mauthausen KZ Melk ermordet 28.3.1945             | Pellenzstraße 42–44 (Standort) | Luise Bogen wurde am 26. April 1909 in Keyenberg bei Erkelenz in eine deutsch-niederländische Kaufmannsfamilie hineingeboren. Ihr Vater Hermann Hertz stammte aus dem holländischen Beek, ihre Mutter Josefina, geborene Liffmann, kam aus Beckrath, einem kleinen Dorf bei Mönchengladbach. Am 26. Juni 1931 heiratete sie den Kölner Kaufmann Samuel Bogen (geboren am 18. April 1905) und im Jahr darauf, am 1. Mai 1932, wurde die gemeinsame Tochter Ruth geboren. 1937 zog die Familie aus der Dasselstraße 79, in der sie mehrere Jahre gelebt hatte, in die Schützenstraße 42 bis 44, die heutige Pellenzstraße. Am 13. November 1938 flohen Samuel und Luise Bogen mit ihrer Tochter nach Beek, wo Verwandte von Luise Bogen lebten. Am 20. März 1940 zog die Familie in das „Zentrale Flüchtlingslager Westerbork“, ein Auffanglager für geflüchtete Jüdinnen und Juden aus Deutschland und Österreich, das nach dem Einmarsch der deutschen Wehrmacht in das „Durchgangslager Westerbork“. Vier Jahre verbrachten Samuel, Luise und Ruth Bogen in dem Lager, das am 1. Juli 1942 wurde das Lager offiziell in ein „polizeiliches Judendurchgangslager“ umgewandelt. Wenig später begannen unter Aufsicht der SS von dort aus die Deportationen der jüdischen Bevölkerung in die Vernichtungslager Auschwitz-Birkenau und Sobibor. Die Familie Bogen wurde am 4. September 1944 in das Ghetto Theresienstadt deportiert.Am 29. September wurde zuerst Samuel Bogen nach Auschwitz-Birkenau verschleppt. Luise und Ruth Boden folgten ihm am 4. Oktober und wurden zwei Tage später – vermutlich sofort nach ihrer Ankunft – in dem Todeslager ermordet. Samuel Bogen starb am 28. März 1945 in Melk, einem Außenlager des KZ Mauthausen, in das man ihn am 25. Januar deportiert hatte, nur zwei Tage vor der Befreiung von Auschwitz durch die Rote Armee. |  |
| Stolperstein für Sophie Buechenbacher (Leostraße 48)       | Hier wohnte Sophie Buechenbacher (Jahrgang 1877) Deportiert 1941 Łódź/Litzmannstadt Ermordet 10. Mai 1942 Chelmno/Kulmhof                                                             | Leostr. 48 (Standort) | Der Stolperstein erinnert an Sophie Büchenbacher (geb. Kohnstamm), geboren am 6. Februar 1877 in Fürth. Die Hausfrau Sophie Buechenbacher war die Tochter von Moses Kohnstamm und seiner Frau Babette Klein. Sophie Buechenbacher war die Witwe von Julius Buechenbacher. Am 22. Oktober 1941 wurde sie mit dem 8. Transport in das Ghetto Litzmannstadt deportiert. In der Transportliste wurde sie „ohne“ Beruf eingetragen. Sophie Büchenbacher starb im Mai 1942 im Vernichtungslager Kulmhof. |  |
| Stolperstein für Boris Bunjaew (Grüner Weg 8)              | Grüner Weg 8 lebte zwangsweise Boris Bunjaew (Jahrgang 1926) Sowjetischer Zwangsarbeiter Maschinenfabrik Gebr. Herrmann Erschossen 3. Dezember 1944                                   | Grüner Weg 8 (Standort) | Der am 22. November 2017 verlegte Stolperstein erinnert an Boris Bunjaew, geboren am 3. Januar 1926 in Dserschinsk, Russland. Der Zwangsarbeiter bei der Maschinenfabrik Gebrüder Herrmann, Boris Bunjaew wurde am 3. Dezember 1944 auf dem Fabrikgelände erschossen. Im Personenstandsregister wurde als Todesursache Kopfschuß. bei Widerstandsleistung erschossen eingetragen. Der Stolperstein wurde von den Fraktionen in der Bezirksvertretung Ehrenfeld beim Rat der Stadt Köln im Gedenken an getötete Zwangsarbeiter*innen beantragt. |  |
| Stolpersteine für Alexander Buscher (Leostr. 67)           | Hier wohnte Alexander Buscher (Jahrgang 1883) Deportiert 1942 Minsk Ermordet | Leostr. 67 (Standort) | |  |
| Stolpersteine für Gertrud Buscher (Leostr. 67)             | Hier wohnte Gertrud Buscher, geb. Steinberg (Jahrgang 1888) Deportiert 1942 Minsk Ermordet                                                                                            | Leostr. 67 (Standort) | |  |
| Stolpersteine für Ilse Elise Eisenfrey (Klarastr. 44)      | Hier wohnte Ilse Elise Eiserfey, geb. Esserholz (Jahrgang 1881) Deportiert 1941 Łódź Für tot erklärt                                                                                  | Klarastr. 44 (Standort) | Nach neueren Informationen, welche zum Zeitpunkt der Stolpersteinverlegung nicht bekannt waren, wurde Ilse Elise Eiserfey im Mai 1942 von Litzmannstadt (Łódź) nach Kulmhof deportiert und dort ermordet. |  |
| Stolperstein für Albert Elias (Gutenbergstr. 66)           | Hier wohnte Albert Elias (Jahrgang 1879) Deportiert 1941 Łódź Ermordet | Gutenbergstr. 66 (Verlegestelle Ecke Christian-Schult-Straße) (Standort)                                                                                   | |  |
| Stolperstein für Hedwig Elias (Gutenbergstr. 66)           | Hier wohnte Hedwig Elias, geb. Gärtner (Jahrgang 1881) Deportiert 1941 Łódź Ermordet                                                                                                  | Gutenbergstr. 66 (Verlegestelle Ecke Christian-Schult-Straße) (Standort)                                                                                   | |  |
| Stolperstein für Walter Gumprich (Thebäerstr. 30)          | Hier wohnte Walter Gumprich, (Jahrgang 1892) Deportiert 1941 Łodz Tod am 16.3.1942 | Thebäerstr. 30 (Standort) | |  |
| Stolperstein für Margot Heidt (Glasstraße 74)              | Hier wohnte Margot Heidt, geb. Jakobi (Jahrgang 1917) Deportiert 1941 Łódź / Litzmannstadt Ermordet 28. Juni 1944 Chelmno / Kulmhof                                                   | Glasstr. 74 (Standort) | Der am 11. April 2016 verlegte Stolperstein erinnert an Margot Heidt (geborene Jakobi), geboren am 1. Juli 1917 in Duisburg. Margot Jakobi war mit Martin Heidt verheiratet, gemeinsam wurden sie am 22. Oktober 1941 mit dem 8. Transport in das Ghetto Litzmannstadt deportiert. In der Transportliste wurde sie mit dem Beruf „Hausangestellte“ eingetragen. Margot Heidt wurde am 28. Juni 1944 in das Vernichtungslager Kulmhof gebracht, dort starb sie im Juni 1944. Die Patenschaft für den Stolperstein übernahm das Berufskolleg Ehrenfeld. |  |
| Stolperstein für Martin Heidt (Glasstraße 74)              | Hier wohnte Martin Heidt, (Jahrgang 1902) Deportiert 1941 Łódź / Litzmannstadt Ermordet 10. September 1944 Chelmno / Kulmhof                                                          | Glasstr. 74 (Standort) | Der am 11. April 2016 verlegte Stolperstein erinnert an Martin Heidt, geboren am 17. Dezember 1902 in Köln. Martin Heidt war der Sohn von Maximilian Heidt und seiner Frau Hella Wolf. Verheiratet war er mit Margot Jakobi, gemeinsam wurden sie am 22. Oktober 1941 mit dem 8. Transport in das Ghetto Litzmannstadt deportiert. In der Transportliste wurde er mit dem Beruf „Kaufmann“ eingetragen. Martin Heidt wurde am 10. September 1942 in das Vernichtungslager Kulmhof gebracht, dort starb er im September 1942. Die Patenschaft für den Stolperstein übernahm das Berufskolleg Ehrenfeld. |  |
| Stolperstein für Sarah Heumann (Keplerstraße 38)           | Hier wohnte Sarah Heumann, geb. Meier (Jahrgang 1863) Deportiert 1942 Minsk Ermordet 24. Juli 1942                                                                                    | Keplerstr. 38 (Standort) | |  |
| Stolperstein für Gertrud Israel (Geisselstraße 37)         | Hier lebte Gertrud Israel, geb. Jacoby (Jahrgang 1892) Deportiert 1941 Łódź/Litzmannstadt Ermordet 12. April 1944                                                                     | Geisselstr. 37 (Standort) | Der am 18. April 2018 verlegte Stolperstein erinnert an Gertrud Israel (geborene Jacoby), geboren am 4. März 1892 in Moers. Gertrud Israel war die Tochter von Samuel Israel und seiner Frau Emma Landsberg. Verheiratet war sie mit Mayer Friedrich Israel. Gemeinsam wurden sie am 22. Oktober 1941 mit dem 8. Transport in das Ghetto Litzmannstadt deportiert. Ihre letzte dort bekannte Adresse war Mühlgasse 108/4. Dort starb Gertrud Israel am 12. April 1944. Die Patenschaft für den Stolperstein übernahm das Berufskolleg Ehrenfeld. |  |
| Stolperstein für Mayer Friedrich Israel (Geisselstraße 37) | Hier lebte Mayer Friedrich Israel (Jahrgang 1899) Deportiert 1941 Łódź/Litzmannstadt Ermordet 16. März 1943                                                                           | Geisselstr. 37 (Standort) | Der am 18. April 2018 verlegte Stolperstein erinnert an Mayer Friedrich Israel, geboren am 12. Oktober 1889 in Kirchberg. Mayer Friedrich Israel war der Sohn von Jakob und Johannette Israel. Verheiratet war er mit Gertrud Jacoby. Gemeinsam wurden sie am 22. Oktober 1941 mit dem 8. Transport in das Ghetto Litzmannstadt deportiert. Dort starb Mayer Friedrich Israel am 16. März 1943. Die Patenschaft für den Stolperstein übernahm das Berufskolleg Ehrenfeld. |  |
| Stolperstein für Olga Kaufmann (Hansemannstraße 44)        | Hier wohnte Olga Kaufmann (Jahrgang 1883) Deportiert 1941 Łódź Tot 1942 | Hansemannstr. 44 (Standort) | Der am 14. Januar 2009 verlegte Stolperstein erinnert an Olga Kaufmann, geboren am 28. Juni 1883 in Köln. Olga Kaufmann war die Tochter von Jakob Kaufmann und seiner Frau Ricca Manes. Die unverheiratete Olga Kaufmann wurde am 22. Oktober 1941 mit dem 8. Transport in das Ghetto Litzmannstadt deportiert. In der Transportliste wurde sie „ohne“ Beruf eingetragen. Olga Kaufmann starb am 5. April 1942 im Ghetto Litzmannstadt. |  |
| Stolperstein für Wolodimir Kazemba (Hospeltstr. 42)        | Hier wohnte Wolodimir Kazemba (Jahrgang 1925) Aus der UdSSR Hingerichtet 25. Oktober 1944 Köln-Ehrenfeld                                                                              | Hospeltstr. 42 (Standort) | Der Stolperstein erinnert an Wolodimir Kazemba, geboren am 29. Oktober 1925 in Woronisch in der Ukraine. Der Zwangsarbeiter Wolodimir (in anderen Quellen Wolodemar) Kazemba arbeitete in der Jean Hiedemann Maschinenfabrik. Im September 1944 wurde ihm vorgeworfen, „arbeitsvertragsbrüchig“ geworden zu sein. Er wurde am 27. September 1944 verhaftet und bis zum 24. Oktober 1944 in der Abtei Brauweiler interniert. Am 25. Oktober 1944 wurde er in Ehrenfeld öffentlich gehängt. |  |
| Stolperstein für Lydia Klein (Gutenbergstraße 27)          | Hier wohnte Lydia Klein (Jahrgang 1923) Aufenthalt in verschiedenen Anstalten 'Verlegt' 8. Juli 1941 Hadamar Ermordet 8. Juli 1941 Aktion T4                                          | Gutenbergstr. 27 (Standort) | Der am 3. September 2014 verlegte Stolperstein erinnert an Lydia Klein, geboren 1923 in Köln. Lydia Klein war evangelisch. Im Babyalter zog sie sich eine körperliche Beeinträchtigung zu. Ab ihrem 13. Lebensjahr wurde sie, aufgrund einer vermeintlich geistigen Behinderung, in verschiedenen psychiatrischen Anstalten untergebracht. Am 8. Juli 1941 wurde sie in die Tötungsanstalt Hadamar verbracht und dort, im Rahmen der Aktion T4, am selben Tag getötet. Lydia Klein wurde auf dem Kölner Westfriedhof bestattet. Der Stolperstein wurde gestiftet durch die Kollektensammlung „Himmelfahrts-Beatmesse vom 29. Mai 2014“ der Johanneskirche (Köln-Sülz). |  |
| Stolperstein für Otto Kropp (Subbelrather Str. 412)        | Hier wohnte Otto Kropp (Jahrgang 1907) Hingerichtet in Berlin am 25. Mai 1937 | Subbelrather Str. 412 (Standort) | Der Stolperstein erinnert an Otto Kropp, geboren am 7. Mai 1907 in Elberfeld. Otto Kropp war ein deutscher Widerstandskämpfer. Otto Kopp war in der Arbeitersportbewegung aktiv und wurde 1931 Mitglied der KPD. Im Mai 1933 emigrierte er in die Niederlande und kehrte wiederholt illegal nach Deutschland zurück, um den Widerstand zu organisieren und den Zusammenhalt der Widerstandskreise zu unterstützen. Im März 1936 wurde Otto Kropp von der Gestapo verhaftet und wochenlang gefoltert, um Namen und Informationen über seine Kontaktpersonen zu erhalten. Da er nichts verriet, erging im Januar 1937 ein Todesurteil gegen ihn, und er wurde am 25. Mai 1937 in Berlin-Plötzensee hingerichtet. |  |
| Stolperstein für Albert Leufer (Venloer Straße 272)        | Hier wohnte Albert Leufer (Jahrgang 1919) Flucht 1939 England | Venloer Str. 272 (Standort) | Der am 5. Oktober 2016 verlegte Stolperstein erinnert an Albert Leufer |  |
| Stolperstein für Henny Leufer (Venloer Straße 272)         | Hier wohnte Henny Leufer, geb. Salmang (Jahrgang 1893) Deportiert 1941 Łódź/Litzmannstadt Ermordet 12. Juli 1944 Chelmno/Kulmhof                                                      | Venloer Str. 272 (Standort) | Der am 5. Oktober 2016 verlegte Stolperstein erinnert an Henny Leufer |  |
| Stolperstein für Max Leufer (Venloer Straße 272)           | Hier wohnte Max Leufer (Jahrgang 1886) Deportiert 1941 Łódź/Litzmannstadt Ermordet 2. August 1942                                                                                     | Venloer Str. 272 (Standort) | Der am 5. Oktober 2016 verlegte Stolperstein erinnert an Max Leufer |  |
| Stolperstein für Ruth Leufer (Venloer Straße 272)          | Hier wohnte Ruth Leufer (Jahrgang 1928) Kindertransport 1939 England | Venloer Str. 272 (Standort) | Der am 5. Oktober 2016 verlegte Stolperstein erinnert an Ruth Leufer |  |
| Stolperstein für Roland Lorent (Keplerstr. 21)             | Hier wohnte Roland Lorent (Jahrgang 1920) Verhaftet Hingerichtet 10.11.1944 | Keplerstr. 21 (Standort) | Der Stolperstein erinnert an Roland Lorent, geboren am 12. März 1920 in Köln. Roland Lorent war ein deutscher Widerstandskämpfer. Aus einer Kölner Arbeiterfamilie stammend, wurde er Mitglied bei den Falken. Zum Ende des Zweiten Weltkrieges wurde er zum Umfeld der Ehrenfelder Gruppe gezählt. Am 29. September 1944 erschoss Lorent den NSDAP-Ortsgruppenleiter von Braunsfeld, Heinrich Soentgen, als dieser mit dem Fahrrad nach Hause fuhr. Am 10. November 1944 wurde er und 12 Angehörige der Ehrenfelder Gruppe in der Hüttenstraße in Ehrenfeld ohne Gerichtsurteil von der Gestapo gehängt. Die hingerichteten jungen Männer wurden nach jahrelangem Streit als Opfer des Nationalsozialismus rehabilitiert und 1986 mit einer Erinnerungstafel geehrt. |  |
| Stolperstein für Berta Marx (Gutenbergstr. 50)             | Hier wohnte Berta Marx, geb. Meyer (Jahrgang 1919) Deportiert 1941 Łódź ??? | Gutenbergstr. 50 (Standort) | Nach neueren Informationen, welche zum Zeitpunkt der Stolpersteinverlegung nicht bekannt waren, wurde Berta Marx im Mai 1942 von Litzmannstadt (Łódź) nach Kulmhof deportiert und dort ermordet. |  |
| Stolperstein für Hedwig Marx (Gutenbergstr. 66)            | Hier wohnte Hedwig Marx, geb. Sechmann (Jahrgang 1894) Deportiert 1941 Łódź Ermordet 1942 in Kulmhof                                                                                  | Gutenbergstr. 66 (Verlegestelle Ecke Christian-Schult-Straße) (Standort)                                                                                   | |  |
| Stolperstein für Leonhard Marx (Gutenbergstraße 66)        | Hier wohnte Leonhard Marx (Jahrgang 1890) Deportiert 1941 Łódź Tot 1942 | Gutenbergstr. 66 (Verlegestelle Ecke Christian-Schult-Straße) (Standort)                                                                                   | Nach neueren Informationen, welche zum Zeitpunkt der Stolpersteinverlegung nicht bekannt waren, starb Leonhard Marx am 23. Mai 1942 im Ghetto Litzmannstadt (Łódź). |  |
| Stolperstein für Werner Marx (Gutenbergstr. 50)            | Hier wohnte Werner Marx (Jahrgang 1909) Deportiert 1941 Łódź ??? | Gutenbergstr. 50 (Standort) | Nach neueren Informationen, welche zum Zeitpunkt der Stolpersteinverlegung nicht bekannt waren, wurde Werner Marx im Mai 1942 von Litzmannstadt (Łódź) nach Kulmhof deportiert und dort ermordet. |  |
| Stolperstein für Alexander Mesinow (Grüner Weg 8)          | Grüner Weg 8 lebte zwangsweise Alexander Mesinow (Jahrgang 1927) Sowjetischer Zwangsarbeiter Maschinenfabrik Gebr. Herrmann Erschossen 3. Dezember 1944                               | Grüner Weg 8 (Standort) | Der am 22. November 2017 verlegte Stolperstein erinnert an Alexander Mesinow, geboren am 16. Januar 1927 in Rostow, Russland. Der Zwangsarbeiter bei der Maschinenfabrik Gebrüder Herrmann, Alexander Mesinow wurde am 3. Dezember 1944 an der Vogelsanger Straße 191 erschossen. Im Personenstandsregister wurde als Todesursache erschossen eingetragen. Der Stolperstein wurde von den Fraktionen in der Bezirksvertretung Ehrenfeld beim Rat der Stadt Köln im Gedenken an getötete Zwangsarbeiter*innen beantragt. |  |
| Stolperstein für Johann Müller (Leyendecker Str. 113)      | Hier wohnte Johann Müller (Jahrgang 1928) In Gestapohaft hingerichtet am 10. November 1944 16 Jahre alt                                                                               | Leyendeckerstr. 113 (Standort) | Der Stolperstein erinnert an Johann Müller, geboren am 29. Januar 1928 in Köln. Johann Müller war ein jugendlicher Widerstandskämpfer. Müller entstammte einer Kölner Arbeiterfamilie, schloss sich schon früh den Kommunisten an und wurde gemeinsam mit seinem Nachbarn Günther Schwarz Mitglied der Ehrenfelder Gruppe. Von Hans Steinbrück wurden die beiden Jugendlichen für Botengänge und Diebestouren eingesetzt. Hans Steinbrück setzte Johann Müller auch am 1. Oktober 1944 ein, um die inhaftierte Cilly Serve zu befreien. Der Versuch misslang. Nach der Verhaftung von Bartholomäus Schink wurde Johann Müller im Verhör verraten. Er wurde am 4. Oktober verhaftet und in die Abtei Brauweiler gebracht. Am 10. November 1944 wurden 13 Angehörige der Ehrenfelder Gruppe, in der Hüttenstraße in Ehrenfeld, ohne Gerichtsurteil von der Gestapo gehängt. Die hingerichteten Männer wurden nach jahrelangem Streit als Opfer des Nationalsozialismus rehabilitiert und 1986 mit einer Erinnerungstafel geehrt. |  |
| Stolperstein für Ignaz Neja (Venloer Straße 515)           | Hier ermordet Ignaz Neja (Jahrgang 1914) Polnischer Zwangsarbeiter Erschossen 8. Dezember 1944                                                                                        | Venloer Str. 515 (Standort) | Der am 22. November 2017 verlegte Stolperstein erinnert an Ignaz Neja, geboren am 9. Oktober 1914 in Bromberg, Ostmark. Der Autoschlosser Ignaz Neja wurde am 8. Dezember 1944 erschossen. Im Personenstandsregister wurde als Todesursache Brustschuß eingetragen. Ignaz Neja wurde auf dem Kölner Westfriedhof beerdigt. Der Stolperstein wurde von den Fraktionen in der Bezirksvertretung Ehrenfeld beim Rat der Stadt Köln im Gedenken an getötete Zwangsarbeiter*innen beantragt. |  |
| Stolperstein für Gustav Plaschkes (Thebäerstr. 30)         | Hier wohnte Gustav Plaschkes (Jahrgang 1875) Deportiert 1941 Riga Für tot erklärt | Thebäerstr. 30 (Standort) | |  |
| Stolperstein für Rosa Plaschkes (Thebäerstr. 30)           | Hier wohnte Rosa Plaschkes, geb. Friedmann (Jahrgang 1882) Deportiert 1941 Riga Für tot erklärt                                                                                       | Thebäerstr. 30 (Standort) | |  |
|                                                            | Hier wohnte Gertrud Platscheck geb. Urban, (Jahrgang 1904) 'Schutzhaft' 1933 verhaftet 26.3.1935 'Vorbereitung Hochverrat' verurteilt 28.5.1936 Gefängnisstrafe entlassen 1937        | Philippstraße 45 (Standort) | |  |
|                                                            | Hier wohnte Josef Platscheck (Jahrgang 1905) im Widerstand/KPD 'Schutzhaft' 1933 verhaftet 26.3.1935 'Vorbereitung Hochverrat' verurteilt 28.5.1936 Zuchthaus Siegburg entlassen 1939 | Philippstraße 45 (Standort) | |  |
| Stolperstein für Franz Rheinberger (Lichtstr. 59)          | Hier wohnte Franz Rheinberger (Jahrgang 1927) In Gestapohaft hingerichtet am 10. November 1944 17 Jahre alt                                                                           | Lichtstr. 59 (Verlegestelle: Lichstraße 47) (Standort) | Der Stolperstein erinnert an Franz Rheinberger, geboren am 22. Februar 1927 In Köln-Ehrenfeld. Franz Rheinberger, genannt „Bubbes“ gehörte zu einer Edelweißpiraten-Gruppe in Köln. Im April 1944 verlor er wegen „Arbeitsbummelei“ seinen Arbeitsplatz. Er war mit Barthel Schink befreundet und fand Kontakt zur Ehrenfelder Gruppe. Er wurde gemeinsam mit seinem Freund am 4. Oktober 1944 von der Kriminalpolizei verhaftet und bis zum 10. November 1944 in der Abtei Brauweiler inhaftiert. 13 Mitglieder der Ehrenfelder Gruppe wurden am 10. November 1944 in der Hüttenstraße ohne Gerichtsurteil öffentlich gehängt. Die erhängten jungen Männer wurden nach jahrelangem Streit als Opfer des Nationalsozialismus rehabilitiert und 1986 mit einer Erinnerungstafel geehrt. |  |
| Stolperstein für Albert Richter (Sömmeringstr. 70)         | Hier wohnte Albert Richter (Jahrgang 1912) Flucht 1939 Schweiz An Grenze verhaftet 31. Dezember 1939 Gerichtsgefängnis Lörrach Tot aufgefunden 3. Januar 1940                         | Sömmeringstr. 72 (Verlegestelle: Sömmeringstraße 70) (Standort)                                                                                            | Der Stolperstein erinnert an Albert Richter, geboren am 14. Oktober 1912 in Köln. Albert Richter war ein deutscher Radrennfahrer, der 1932 Weltmeister im Sprint bei den Amateuren wurde. Richter trat auf internationalen Veranstaltungen im Trikot mit dem Reichsadler auf der Brust auf statt mit dem Hakenkreuz. Er weigerte sich, die Zusammenarbeit mit seinem jüdischen Manager zu beenden. Am 31. Dezember 1939 wurde Richter an der Schweizer Grenze wegen Devisenschmuggels (für einen weiteren jüdischen Freund) festgenommen und im Gerichtsgefängnis Lörrach inhaftiert. Seine Leiche wurde am 3. Januar 1940 in der Zelle aufgefunden, die Todesursache blieb ungeklärt. |  |
| Stolperstein für ein Romm (Klarastraße 24)                 | Hier wohnte ein Romm (Jahrgang 1896) Ermordet in Auschwitz 45 | Klarastr. 24 (Standort) | Verfolgt als Roma |  |
| Stolperstein für einen Romm (Körnerstr. 28)                | Hier wohnte ein Romm (Jahrgang 1934) Deportiert 21. Mai 1940 158 | Körnerstr. 28 (Standort) | Verfolgt als Roma Wurde ins Generalgouvernement deportiert |  |
| Stolperstein für ein Romm (Klarastraße 24)                 | Hier wohnte ein Romm (Jahrgang 1930) Ermordet in Auschwitz 47 | Klarastr. 24 (Standort) | Verfolgt als Roma Wurde ins Generalgouvernement deportiert |  |
| Stolperstein für ein Romm (Wißmannstraße 1a)               | Hier wohnte ein Romm (Jahrgang 1917) Deportiert 21. Mai 1940 109 | Wißmannstr. 1a (Standort) | Verfolgt als Roma Wurde ins Generalgouvernement deportiert |  |
| Stolperstein für ein Romm (Wißmannstraße 1a)               | Hier wohnte ein Romm (Jahrgang 1905) Ermordet in Auschwitz 44 | Wißmannstr. 1a (Standort) | Verfolgt als Roma |  |
| Stolpersteine für ein Romm (Wißmannstraße 1a)              | Hier wohnte ein Romm (Jahrgang 1910) Deportiert 21. Mai 1940 98 | Wißmannstr. 1a (Standort) | Verfolgt als Roma Wurde ins Generalgouvernement deportiert |  |
| Stolpersteine für ein Romm (Senefelderstr. 72)             | Hier wohnte ein Romm (Jahrgang 1930) Ermordet in Auschwitz 48 | Senefelderstr. 72 (Standort) | Verfolgt als Roma |  |
| Stolperstein für ein Romm (Klarastraße 24)                 | Hier wohnte ein Romm (Jahrgang 1909) Deportiert 21. Mai 1940 18 | Klarastr. 24 (Standort) | Verfolgt als Roma Wurde nach Auschwitz deportiert |  |
| Stolperstein für ein Romm (Simrockstraße 32)               | Hier wohnte ein Romm (Jahrgang 1909) Deportiert 21. Mai 1940 108 | Simrockstr. 32 (Standort) | Verfolgt als Roma Wurde ins Generalgouvernement deportiert |  |
| Stolperstein für ein Romm (Klarastr. 24)                   | Hier wohnte ein Romm (Jahrgang 1892) Ermordet am XXXXX in Auschwitz 31 | Klarastr. 24 (Standort) | Verfolgt als Roma Wurde nach Auschwitz deportiert |  |
| Stolpersteine für ein Romm (Senefelderstraße 72)           | Hier wohnte ein Romm (Jahrgang 1902) Ermordet am 30. September 1943 in Auschwitz 46                                                                                                   | Senefelderstr. 72 (Standort) | Verfolgt als Roma Wurde nach Auschwitz deportiert |  |
| Stolperstein für eine Romm (Körnerstraße 28)               | Hier wohnte ein Romm (Jahrgang 1925) Deportiert 21. Mai 1940 157 | Körnerstr. 28 (Standort) | Verfolgt als Roma Wurde ins Generalgouvernement deportiert |  |
| Stolperstein für eine Romm (Körnerstraße 28)               | Hier wohnte ein Romm (Jahrgang 1929) Deportiert 21. Mai 1940 155 | Körnerstr. 28 (Standort) | Verfolgt als Roma Wurde ins Generalgouvernement deportiert |  |
| Stolperstein für eine Romm (Körnerstraße 28)               | Hier wohnte ein Romm (Jahrgang 1936) Deportiert 21. Mai 1940 156 | Körnerstr. 28 (Standort) | Verfolgt als Roma Wurde ins Generalgouvernement deportiert |  |
| Stolpersteine für ein Romm (Wißmannstraße 1a)              | Hier wohnte ein Romm (Jahrgang 1919) Deportiert 21. Mai 1940 106 | Wißmannstr. 1a (Standort) | Verfolgt als Roma Wurde ins Generalgouvernement deportiert |  |
| Stolpersteine für ein Romm (Wißmannstr. 1a)                | Hier wohnte eine Romm (Jahrgang 1890) Deportiert 21. Mai 1940 105 | Wißmannstr. 1a (Standort) | Verfolgt als Roma Wurde ins Generalgouvernement deportiert |  |
| Stolperstein für eine Rommni (Simrockstr. 32)              | Hier wohnte eine Rommni (Jahrgang 1912) Deportiert 21. Mai 1940 154 | Simrockstr. 32 (Standort) | Verfolgt als Roma Wurde ins Generalgouvernement deportiert |  |
| Stolpersteine für eine Rommni (Wißmannstr. 1a)             | Hier wohnte eine Rommni (Jahrgang 1921) Deportiert 21. Mai 1940 110 | Wißmannstr. 1a (Standort) | Verfolgt als Roma Wurde nach Auschwitz deportiert |  |
| Stolpersteine für eine Rommni (Wißmannstr. 1a)             | Hier wohnte eine Rommni (Jahrgang 1920) Deportiert 21. Mai 1940 169 | Wißmannstr. 1a (Standort) | Verfolgt als Roma Wurde nach Auschwitz deportiert |  |
| Stolpersteine für eine Rommni (Wißmannstr. 1a)             | Hier wohnte eine Rommni (Jahrgang 1924) Ermordet am 18. Oktober 1943 in Auschwitz 52                                                                                                  | Wißmannstr. 1a (Standort) | Verfolgt als Roma Wurde ins Generalgouvernement deportiert |  |
| Stolperstein für eine Rommni (Körnerstr. 28)               | Hier wohnte eine Rommni (Jahrgang 1924) Deportiert 21. Mai 1940 159 | Körnerstr. 28 (Standort) | Verfolgt als Roma Wurde ins Generalgouvernement deportiert |  |
| Stolperstein für eine Rommni (Senefelderstr. 72)           | Hier wohnte eine Rommni (Jahrgang 1905) Ermordet am 10. Juli 1943 in Auschwitz 42 | Senefelderstr. 72 (Standort) | Verfolgt als Roma Wurde nach Auschwitz deportiert |  |
| Stolperstein für eine Rommni (Senefelderstr. 72)           | Hier wohnte eine Rommni (Jahrgang 1928) Ermordet am 18. Oktober 1943 in Auschwitz 53                                                                                                  | Senefelderstr. 72 (Standort) | Verfolgt als Roma Wurde nach Auschwitz deportiert |  |
| Stolperstein für eine Rommni (Wißmannstr. 1a)              | Hier wohnte eine Rommni (Jahrgang 1907) Ermordet am 16. Juni 1944 in Auschwitz 19 | Wißmannstr. 1a (Standort) | Verfolgt als Roma Wurde nach Auschwitz deportiert |  |
| Stolperstein für eine Rommni (Wißmannstr. 1a)              | Hier wohnte eine Rommni (Jahrgang 1890) Deportiert 21. Mai 1940 111 | Wißmannstr. 1a (Standort) | Verfolgt als Roma Wurde nach Auschwitz deportiert |  |
| Stolperstein für eine Rommni (Klarastr. 24)                | Hier wohnte eine Rommni (Jahrgang 1916) Deportiert 21. Mai 1940 115 | Klarastr. 24 (Standort) | Verfolgt als Roma Wurde ins Generalgouvernement deportiert |  |
| Stolpersteine für eine Rommni (Wißmannstr. 1a)             | Hier wohnte eine Rommni (Jahrgang 1913) Ermordet am 16. Februar 1944 in Auschwitz 50                                                                                                  | Wißmannstr. 1a (Standort) | Verfolgt als Roma Wurde nach Auschwitz deportiert |  |
|                                                            | Hier wohnte Ernst Rothschild (Jahrgang 1885) Deportiert 1941 Riga ??? | Gutenbergstr. 50 (Standort) | |  |
| Stolperstein für Sidone Rothschild (Gutenbergstr. 50)      | Hier wohnte Sidonie Rothschild, geb. Löwenhaar (Jahrgang 1894) Deportiert 1941 Riga ???                                                                                               | Gutenbergstr. 50 (Standort) | |  |
| Stolperstein für Iwan Schatkow (Grüner Weg 2–4)            | Grüner Weg 2–4 lebte zwangsweise Iwan Schatkow (Jahrgang 1905) Sowjetischer Zwangsarbeiter Ostermann Metallwerke Medizinische Unterversorgung Tot 8. April 1944                       | Grüner Weg 2–4 (Standort) | Der am 22. November 2017 verlegte Stolperstein erinnert an Iwan Schatkow, geboren am 27. Januar 1905 in Lepeticha, Russland. Der Zwangsarbeiter Iwan Schatkow starb am 8. oder 14. April 1944. Iwan Schatkow wurde am 14. April 1944 auf dem Kölner Westfriedhof beerdigt. Der Stolperstein wurde von den Fraktionen in der Bezirksvertretung Ehrenfeld beim Rat der Stadt Köln im Gedenken an getötete Zwangsarbeiter*innen beantragt. |  |
| Stolperstein für Bartholomäus Schink (Keplerstr. 33)       | Hier wohnte Bartholomäus Schink (Jahrgang 1927) In Gestapohaft Hingerichtet am 10. November 1944 16 Jahre alt                                                                         | Keplerstr. 33 (Standort) | Der Stolperstein erinnert an Bartholomäus Schink, geboren am 27. November 1927 in Köln. Bartholomäus (Barthel) Schink war ein jugendlicher Widerstandskämpfer. In der „Kristallnacht“ beobachtete er, wie NS-Männer einen jüdischen Freund ermordeten. Im Jahr 1942 begann er eine Dachdeckerlehre. Im Juni 1944 freundete er sich mit Franz Rheinberger an. Er nahm ihn zu Treffen der Edelweißpiraten mit. Im August 1944 wurde Bartholomäus Schink in ein Wehrertüchtigungslager Bastogne geschickt und meldete sich am 5. August 1944 zunächst freiwillig zur Waffen-SS. Am 4. September 1944 wurde er mit zahlreichen Kölner Jugendlichen, unter anderem mit Franz Rheinberger und Gustav Bermel zum Westwall zur Schanzarbeit dienstverpflichtet. Bereits einen Tag später flohen die Jugendlichen und kehrten nach Köln zurück. Barthel Schink schloss sich mit Rheinberger der Ehrenfelder Gruppe an. Die Gruppe beging Straftaten zur Beschaffung von Waffen und Lebensmitteln und bot geflohenen Häftlingen, Zwangsarbeitern, Juden und Deserteuren Unterschlupf. Am 4. Oktober 1944 wurde Schink verhaftet und wie die anderen Jugendlichen in die Abtei Brauweiler gebracht. Am 10. November 1944 wurden 13 Angehörige der Ehrenfelder Gruppe in der Hüttenstraße in Ehrenfeld ohne Gerichtsurteil von der Gestapo gehängt. Die hingerichteten jungen Männer wurden nach jahrelangem Streit als Opfer des Nationalsozialismus rehabilitiert und 1986 mit einer Erinnerungstafel geehrt. 1984 würdigte die Gedenkstätte Yad Vashem Bartholomäus Schink als Gerechten unter den Völkern. |  |
| Stolperstein für Helena Schrank (Subbelrather Str. 130)    | Hier wohnte Helena Schrank (geb. Herz, Jahrgang 1887) Deportiert 1941 Łodz/Litzmannstadt Ermordet 10. Mai 1942 Chelmno/Kulmhof                                                        | Subbelrather Str. 130 (Standort) | Der am 9. März 2015 verlegte Stolperstein erinnert an Helen(e)a Schrank (geb. Herz), geboren am 25. März 1887 in Monheim am Rhein. |  |
| Stolperstein für Adolf Schütz (Fröbelplatz 15)             | Hier wohnte Adolf Schütz (Jahrgang 1926) In Gestapohaft hingerichtet am 10. November 1944 18 Jahre alt                                                                                | Fröbelplatz 15 (Standort) | Der Stolperstein erinnert an Adolf Schütz, geboren am 3. Januar 1926 in Köln-Nippes. Schütz entstammte einer Kölner Arbeiterfamilie. Als Deserteur stieß er zu den Edelweißpiraten und dann zur Ehrenfelder Gruppe. Er wurde am 19. Oktober 1944 verhaftet und in die Abtei Brauweiler gebracht. Hier blieb er bis zum 10. November 1944 in Haft. An diesem Tag wurden 13 Angehörige der Ehrenfelder Gruppe in der Hüttenstraße in Ehrenfeld ohne Gerichtsurteil von der Gestapo gehängt. Die hingerichteten jungen Männer wurden nach jahrelangem Streit als Opfer des Nationalsozialismus rehabilitiert und 1986 mit einer Erinnerungstafel geehrt. |  |
| Stolperstein für Günter Schwarz (Platenstr. 28)            | Hier wohnte Günther Schwarz (Jahrgang 1928) In Gestapohaft hingerichtet am 10. November 1944 16 Jahre alt                                                                             | Platenstr. 28 (Standort) | Der Stolperstein erinnert an Günther Schwarz, geboren am 26. August 1928 in Köln-Lindenthal. Günther Schwarz war ein deutscher Widerstandskämpfer. Als Halbjude erlebte er während der „Kristallnacht“, wie sein Vater und seine Tante (eine kommunistische Funktionärin) verhaftet wurden. Beide starben später in einem KZ. Durch Freundschaft zu Barthel Schink und Hans Steinbrück fand Schwarz Kontakt zur Ehrenfelder Gruppe. Günthers Großvater hat mit Steinbrück in einem Haus, in der Schönsteinstr. 7, gewohnt. Die Gruppe versteckte entlaufene Zwangsarbeiter, Wehrmachtsdeserteure, Juden, politische Widerstandskämpfer und auch Kriminelle. Sie deponierten Waffen und Sprengstoff, um sie gegen Nazifunktionäre und militärisch wichtige Anlagen einsetzen zu können. Die Gruppe flog nach einer Schießerei auf und über 60 Personen wurden verhaftet. Am 10. Oktober 1944 wurde er verhaftet und in das Gefängnis der Kölner Gestapo, in die Abtei Brauweiler überstellt. Am 10. November 1944 wurden er mit 12 weiteren Angehörigen der Ehrenfelder Gruppe in der Hüttenstraße in Ehrenfeld ohne Gerichtsurteil von der Gestapo gehängt. Die hingerichteten jungen Männer wurden nach jahrelangem Streit als Opfer des Nationalsozialismus rehabilitiert und 1986 mit einer Erinnerungstafel geehrt. Der 16-jährige Günther Schwarz war der jüngste unter den Ermordeten. |  |
| Stolperstein für Günter Schwarz (Schönsteinstr. 7)         | Hier wohnte Günter Schwarz (Jahrgang 1928) Gehenkt 10. November 1944 In Köln-Ehrenfeld                                                                                                | Schönsteinstr. 1a (Verlegeort: Am südlichen Ende der Schönsteinstraße kurz vor der Einmündung zur Venloer Straße vor Haus Venloer Straße 356) (Standort)   | Politisch Verfolgter (siehe oben) |  |
| Stolperstein für Otto Seligmann (Klarastr. 44)             | Hier wohnte Otto Seligmann (Jahrgang 1888) Deportiert 1941 Łódź Tot am 28. Februar 1942                                                                                               | Klarastr. 44 (Standort) | |  |
| Stolperstein für Henriette Seyfarth (Thebäerstraße 2)      | Hier wohnte Henriette Seyferth, geb. Grünbaum (Jahrgang 1859) Deportiert Ziel unbekannt Verschollen                                                                                   | Thebäerstr. 2 (Standort) | Der Stolperstein erinnert an Henriette Seyferth (geborene Grünbaum), geboren am 1. Mai 1856 in Oberursel. Henriette Seyferth wurde am 1. August 1943 mit dem Transport III/9 in das Ghetto Theresienstadt deportiert. In der Transportliste wurde Henriette Seyferth als „verwitwet“ mit dem Geburtsdatum „29. April 1856“ eingetragen. Henriette Seyferth starb am 14. April 1944 im Ghetto Theresienstadt. |  |
| Stolperstein für eine Sinto (Körnerstr. 28)                | Hier wohnte ein Sinto (Jahrgang 1925) Deportiert nach Auschwitz und Buchenwald Überlebt 116                                                                                           | Körnerstr. 28 (Standort) | Verfolgt als Sinti |  |
|                                                            | Hier wohnte Erna Spiro geb. Bonn, (Jahrgang 1891) deportiert 1941 Łodz/Litzmannstadt ermordet Mai 1942 Chelmno/Kulmhof                                                                | Sömmeringstraße 57 (Standort) | |  |
|                                                            | Hier wohnte Erich Spiro (Jahrgang 1921) deportiert 1941 Łodz/Litzmannstadt Zwangsarbeit 1941 Posen-Remow ermordet 31.12.1942                                                          | Sömmeringstraße 57 (Standort) | |  |
| Stolperstein für Moritz Spiro (Sömmeringstraße 57)         | Hier wohnte Moritz Spiro Misshandelt in der Pogromnacht Tot 18. November 1938 | Sömmeringstr. 57 (Standort) | Der Stolperstein erinnert an den jüdischen Frisör Moritz Spiro, geboren am 8. Januar 1887. Am Nachmittag des Tages nach den Novemberpogromen 1938, gegen 17:00 Uhr wurden die Scheiben seines Frisörgeschäftes eingeworfen und sein Geschäft verwüstet. Im Versuch sein Geschäft zu schützen wurde Moritz Spiro von den Angreifern brutal niedergeschlagen. Moritz Spiro wurde von seiner Ehefrau Erna in das israelitische Asyl gebracht und dort Notoperiert. Am 18. November 1938 starb Moritz Spiro an den Folgen seiner schweren Kopfverletzungen. Der Täter, der Bürogehilfe Norbert Hoffmann (NSDAP-Mitgliedsnummer 876.840) wurde mit der Begründung in der Ermittlungsakte, dass „die Ermittlungen keine Anhaltspunkte dafür ergeben haben, dass der Tat eigensüchtige Motive zugrunde gelegen haben.“ nicht belangt. Das Ermittlungsverfahren wurde mit Erlass des Reichsministers der Justiz (IIIg10b 1621/38g) vom 2. Oktober 1940 eingestellt. Erna Spiro (geborene Bonn) und ihr gemeinsamer Sohn Erich wurden im Oktober 1941 in das Ghetto Litzmannstadt deportiert. Von dort aus verschleppte man Erna im Mai 1942 in das Vernichtungslager Kulmhof, wo sie ermordet wurde. Erich wurde am 31. Dezember 1942 in einem Zwangsarbeitslager in Posen ermordet. Die Grabstätte von Moritz Spiro befindet sich auf dem Jüdischen Friedhof Köln-Bocklemünd (Flur 20A Nr. 320) |  |
|                                                            | Hier wohnte Hans Steinbrück (Jahrgang 1921) Ehrenfelder Gruppe mehrfach verhaftet Messelager Gestapogefängnis Abtei Brauweiler gehenkt 10.11.1944 Köln-Ehrenfeld                      | Schönsteinstraße 1a (Verlegeort: Am südlichen Ende der Schönsteinstraße kurz vor der Einmündung zur Venloer Straße vor Haus Venloer Straße 356) (Standort) | |  |
| Stolperstein für Sigmund Süskind (Gutenbergstr. 50)        | Hier wohnte Sigmund Süskind (Jahrgang 1870) Deportiert 1942 Theresienstadt Tod am 6. November 1942                                                                                    | Gutenbergstr. 50 (Standort) | |  |
| Stolperstein für Diana Voss (Thebäerstr. 32)               | Hier wohnte Diana Voss, geb. Schafheimer (Jahrgang 1903) Deportiert 1941 Riga Für tot erklärt                                                                                         | Thebäerstr. 32 (Standort) | Der Stolperstein erinnert an Diana Anna Voss, geb. Schafheimer, geboren am 22. Dezember 1903 in Lohrhaupten. Diana Voss wurde, gemeinsam mit ihrem Mann Fritz, am 30. Oktober 1941 mit dem 16. Transport in das Ghetto Litzmannstadt (Łódź) deportiert. In der Transportliste wird als Beruf für Diana Voss „Stenotypistin“ eingetragen. Im Ghetto Litzmannstadt wohnte sie in der Roderichstraße 11, dort verliert sich ihre Spur... |  |
| Stolperstein für Fritz Voss (Thebäerstr. 32)               | Hier wohnte Fritz Voss (Jahrgang 1900) Deportiert 1941 Łódź Für tot erklärt | Thebäerstr. 32 (Standort) | Der Stolperstein erinnert an Fritz Voss, geboren am 15. September 1900 in Zülpich. Fritz Voss war der Sohn von Hermann Voss und seiner Frau Paulina (geb. Seligmann). Fritz Voss wurde, gemeinsam mit seiner Frau Diana, am 30. Oktober 1941 mit dem 16. Transport in das Ghetto Litzmannstadt (Łódź) deportiert. In der Transportliste wird als Beruf für Fritz Voss „Anstreicher“ eingetragen. Im Ghetto Litzmannstadt wohnte er in der Roderichstraße 11, dort verliert sich seine Spur... |  |
|                                                            | Hier arbeitete Lili Wieruszowski (Jahrgang 1899) Berufsverbot 1933 Flucht 1933 Schweiz                                                                                                | Rothehausstraße 56 (Standort) | |  |
| Stolperstein für Frieda Wolf (Glasstr. 74)                 | Hier wohnte Frieda Wolf (Jahrgang 1883) Deportiert 1941 Łódź/Litzmannstadt Ermordet 2. September 1942 Chelmno/Kulmhof                                                                 | Glasstr. 74 (Standort) | |  |
| Stolperstein für Alfred Wolff (Venloer Str. 268)           | Hier wohnte Alfred Wolff (Jahrgang 1914) Verhaftet 1940 Sachsenhausen Deportiert Stutthof Ermordet 6. Januar 1942 Gross-Rosen                                                         | Venloer Str. 268 (Standort) | |  |
| Stolperstein für Hermann Wolff (Venloer Str. 268)          | Hier wohnte Hermann Wolff (Jahrgang 1878) Deportiert 1941 Riga Tot 31. Dezember 1943                                                                                                  | Venloer Str. 268 (Standort) | |  |
| Stolperstein für Magdalene Wolff (Venloer Str. 268)        | Hier wohnte Magdalene Wolff, geb. Page (Jahrgang 1890) Deportiert 1941 Tot in Riga | Venloer Str. 268 (Standort) | |  |

## Quelle
- NS-Dokumentationszentrum - Stolpersteine | Erinnerungsmale für die Opfer des Nationalsozialismus (Stadtteilliste Ehrenfeld)